# Casa de Becerra
La casa de Becerra fue una casa nobiliaria española originaria de la ciudad de Cáceres.

## Historia

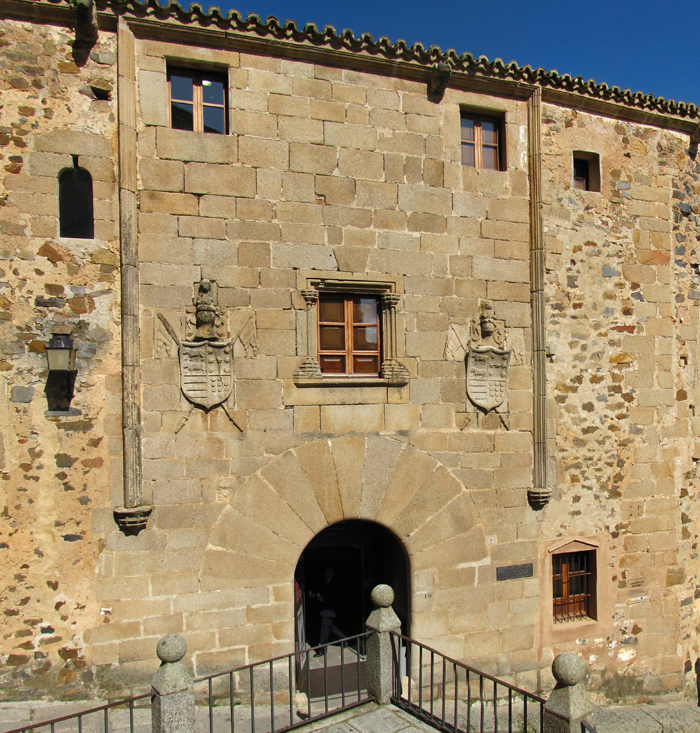
Palacio de los Becerra en Cáceres

No se sabe con certeza cuándo llega la familia Becerra a Cáceres. El miembro más antiguo de esta familia de quien existe noticia documentada es Alfón Martín Becerro en 1366. En la segunda mitad del siglo XIV existían ya dos ramas, cuyo entronque no se ha podido establecer.
En sus primeros tiempos, los integrantes de este linaje usaban indistintamente los apellidos Becerra y Becerro. Desde época temprana ocuparon cargos de gobierno en el concejo de Cáceres y tenían la consideración de caballeros. Sin embargo, durante las primeras generaciones conocidas sus alianzas matrimoniales no se producen con familias de la primera nobleza local. Es en la segunda mitad del siglo XV cuando verdaderamente tiene lugar su fulgurante ascensión social. En el transcurso de cincuenta años, este linaje llegaría a dar cuatro comendadores a la Orden de Santiago y dos a la Orden de San Juan, entre estos últimos, frey García Becerra, quien posiblemente reedificó el Palacio de los Becerra en Cáceres entre 1530 y 1543.
Las ramas cacereñas de los comendadores se extinguieron en su varonía en el primer tercio del siglo XVII.

## Miembros del linaje

### Línea troncal
1. Gonzalo Alfón Becerro, regidor en Cáceres en 1406.
2. Lope Sánchez Becerro
3. Juan Becerra, regidor de Cáceres en 1460 y alcalde ordinario de la villa por el Rey en 1466. Es uno de los caballeros cacereños que se encontraban presentes en Cáceres el 30 de junio de 1477 cuando la reina Isabel la Católica dictó las ordenanzas por las que había de regirse la villa.[3]
4. Fernando Becerra. En 1494 se le hizo la merced del oficio de regidor perpetuo de Cáceres por los Reyes Católicos.[4]
5. María Becerra (1501/1502-1580).[5]

### Línea segunda
1. Gonzalo Becerra, hijo de Lope Sánchez Becerro.
2. Álvaro de Paredes, fallecido en 1540.[6] Obtuvo facultar real para fundar mayorazgo, pero no logró descendencia legítima, por lo que no llegó a instituirlo.[7]
3. García Becerra. Fue caballero de la Orden de San Juan.
4. Leonor Becerra, hija de García Becerra.

### Los Becerra Ovando
Se trata de otra rama de Becerra, perteneciente a la misma familia, pero cuyo entronque no se ha logrado establecer hasta la fecha.
1. Antón Becerra, alcalde ordinario de Cáceres por el Rey en 1456.[8]
2. Francisco Becerra. En 1476 era comendador de la Orden de Santiago, aunque parece que sin encomienda.[9]
3. Álvar Sánchez Becerra (m. ca. 1535), que se llamó primeramente Álvaro Becerra. Fue regidor de Cáceres, al menos desde 1509, y lo era perpetuo el 31 de diciembre de 1531.[10]
4. Francisco Becerra (m. ca. 1581), que se llamó como su abuelo paterno.
5. Álvaro Becerra (m. 1593).
6. Francisco de Ovando Becerra (m. 1626). A pesar de ser el primogénito de su casa y de ocupar un oficio de regidor perpetuo en Cáceres, tomó el hábito de la Orden de San Juan. Partió a Malta entre abril de 1622 y septiembre de 1623.[11]
7. Teresa de Ovando Becerra (Torremocha, ca. 1593 - Cáceres, 6 de octubre de 1627).[12]